# ویتسمیریتسه
ویتسمیریتسه (به چکی: Víceměřice) یک منطقهٔ مسکونی در جمهوری چک است که در شهرستان پروستییوف واقع شده‌است.
 ویتسمیریتسه ۳٫۳۵ کیلومتر مربع مساحت و ۵۳۴ نفر جمعیت دارد و ۲۰۸ متر بالاتر از سطح دریا واقع شده‌است.